# ダニエル・ケリー
ダニエル・ケリー（Daniel Joseph Kelly、1883年9月1日 – 1920年4月9日）は、アメリカ合衆国の男子陸上競技選手である。彼は、1908年に開催されたロンドンオリンピックの走幅跳で銀メダルを獲得した。

## 経歴
ダニエル・ケリーはコロラド州プエブロで生まれ、オレゴン州ベーカーシティで育った。彼の父は、同地で鍛冶職人として働いていた。1904年にコロンビア大学（現在のポートランド大学）に入学して陸上競技に取り組み、短距離走での学校記録を次々と塗り替え、走高跳、砲丸投、ハンマー投の選手としても活動した。
1905年の秋、法律を学ぶためオレゴン大学に転校した。そこでも陸上競技を続け、カレッジフットボールではハーフバックとして活躍した。陸上選手としては、1906年に100ヤード走と220ヤード走で当時の世界タイ記録を6月23日に出した実績があり、当時最高の陸上選手と認められていた。1908年にアイリッシュ・アメリカン・アスレチッククラブ（en:Irish American Athletic Club）に加入した。
同年に開催されたロンドンオリンピックでは、走幅跳競技のみに出場した。この競技には9つの国から32名の選手が出場して、7月22日に実施された。選手たちは、それぞれ3回の試技を行った。競技の結果、ケリーと同じくアメリカ代表のフランク・アイアンズが当時のオリンピック記録を更新する7メートル48センチで優勝した。ケリーは7メートル9センチで2位となり、銀メダルを獲得した。
他の主要な大会では、1907年のAAU主催競技会で走幅跳の優勝者となっている。1909年の競技シーズン中に負傷して、現役生活から退くことになった。ベーカーシティに戻った彼は父の仕事を手伝い、カナダで木こりとして働いた。ケリーは肺炎を起こしてカナダで客死し、ベーカーシティに葬られた。
1980年に設立されたオレゴン州スポーツ殿堂（en:Oregon Sports Hall of Fame）は、ケリーの業績に対して同年に殿堂入り第1号の栄誉を与えた。1992年には、オレゴン大学も彼を大学スポーツ殿堂入りさせている。